# Johann Ernst Gaertner
Johann Ernst Gaertner (* um 1740; † 24. Januar 1791 in Magdeburg) war Generalsteuerdirektor des Akzisen- und Zollamtes in Magdeburg.

## Leben, Familie
Johann Ernst Gaertners Vater, Friedrich Wilhelm (* um 1720), war Akziseneinnehmer in Magdeburg. Seine Mutter war Marie Magdalena Rost (*um 1720). Gaertner war zweimal mit Hugenotten-Nachkomminnen verheiratet. Seine erste Frau war Marianne Friederike Wilhelmine Garrigue (* 17. Juni 1741 in Magdeburg; † 4. Oktober 1771 ebenda), eine Tochter des Goldschmieds und Assessors beim französischen Kolonie-Gericht der Französischen Kolonie zu Magdeburg, Moyse Garrigue (und Enkelin von Jacques Garrigue). Sie hatten sechs Kinder, davon sind drei namentlich bekannt, unter ihnen Friedrich Wilhelm Abraham Gaertner. Wohl wegen seines intensiven Verhältnisses zur Französischen Kolonie (er war, wahrscheinlich wegen seiner Frau, Mitglied der Französisch Reformierte Kirche Magdeburgs) geworden, wird sein Name vielfach auch in der französischen Form als „Jean Ernest“ geführt. Zu den Ahnen seiner ersten Frau, Marianne Garrigue, zählen auch die aus dem französischen Aubusson kommenden Glaubensflüchtlinge und Tapissierfamilien Barraband und Mercier.
Aus Gaertners zweiter Ehe mit Susanne Marie Maquet (* um 1751; † 20. März 1803 in Magdeburg), einer Tochter des Kaufmanns Abraham Louis Maquet (*um 1719), gingen zwölf Kinder hervor. Von seinen Kindern aus der zweiten Ehe wurden insbesondere die Söhne Jean Claude (* 1774) und Frédéric Henri Louis Gaertner (* 19. Oktober 1782, † 19. April 1864) als Berliner Geschäftsleute, Korporationsälteste der Berliner Kaufmannschaft und Stadtälteste bekannt.
Durch vielfältige Patenschaften und Heiraten verband Gaertner seine Familie mit bekannten Magdeburger Familien. Unter den 87 Paten für seine insgesamt 18 Kinder finden sich Namen wie: Die Bürgermeister der Pfälzer Kolonie Philipp Schwartz und Georg Philipp Dohlhoff, der Kolonie-Richter Serre, der Direktor des Akzisen- und Zollamtes Roussand de La Combe, der Hofprediger August Friedrich Wilhelm Sack, der Arzt August Friedrich Dohlhoff, Jean Daniel Kaessler und andere. Johann Ernst Gaertner war auch mit dem Magdeburger Kaufmann Johann Tobias Rumpf verschwägert.

## Wirken
Wie sein Vater, der Akziseneinnehmer Friedrich Wilhelm, verfolgte auch Johann Ernst eine Laufbahn bei der Steuerverwaltung in Magdeburg. Nicht zuletzt aus seiner Position in der kurfürstlichen und später königlichen Steuerbehörde heraus pflegte Gaertner intensive Kontakte zu wirtschaftlich und politisch herausragenden Persönlichkeiten Magdeburgs. Er wurde Geheimer Oberakzise- und Zollrat und später General-Steuerdirektor des königlichen Steuerwesens im Herzogtum Magdeburg, als Nachfolger von Roussand de La Combe. Sein Sohn Friedrich Wilhelm Abraham Gaertner war Preußischer Kriegs- und Justizkommissar, sein Enkel Ernst August Gaertner Stadtrat von Magdeburg und später Deichhauptmann für die Mittelelbe in Schönhausen (Elbe).